# Patrick McNeill
Patrick McNeill (* 17. března 1987 v Strathroy-Caradoc, Ontario Kanada) je kanadský hokejový obránce.

## Hráčská kariéra
S profesionálním hokejem začínal v týmu Strathroy Rockets v lize OHA-B kde odehrál 45 zápasů. Byl draftován v roce 2003 v 1. kole, celkově 1., týmem Saginaw Spirit (OHL). Po draftu kde získal trofej Jack Ferguson Award odehrál v lize OHL 4 sezóny v týmu Saginaw Spirit a v sezóně 2005/2006 získal nejvíce bodů na pozici obránce a v týmu se stal nejlepší nahrávač a ve třech sezónách 2004/07 se stal nejlepším obráncem v kanadském bodování v týmu. V roce 2005 byl draftován v NHL ze 4. kola, celkově 118., týmem Washington Capitals.
Sezónu 2007/08 začal v týmu South Carolina Stingrays v lize ECHL kde měl také debut v lize 20. října 2007 proti týmu Columbia Inferno kde nasbíral 2 asistence. Poté odehrál 8 zápasu v týmu pak byl povolán do týmu Hershey Bears (AHL) kde také měl debut v lize 7. listopadu 2007 proti týmu Norfolk Admirals kde také získal svůj první bod. V Bears odehrál 25 zápasu poté byl zpátky přesunut do South Carolina Stingrays kde hrával do 10. února 2008 kdy odehrál poslední zápas v lize ECHL. Po zbytek sezóny hrával v týmu Hershey Bears. V Bears hraje svou 4 sezónu a v sezónách 2008/09 a 2009/10 pomohl vybojovat Calderův pohár. 16. července 2010 prodloužil smlouvu o jeden rok s týmem Washington Capitals

## Ocenění a úspěchy
- 2003 OHL - Jack Ferguson Award
- 2006 OHL - Nejproduktivnější obránce
- 2007 OHL - Druhý All-Star tým
- 2016 DEL - Nejlepší nahrávač mezi obránci
- 2016 DEL - Nejproduktivnější obránce

## Prvenství
- Debut v AHL - 7. listopadu 2007 (Hershey Bears proti Norfolk Admirals)
- První asistence v AHL - 7. listopadu 2007 (Hershey Bears proti Norfolk Admirals)
- První gól v AHL - 28. prosince 2007 (Hershey Bears proti Norfolk Admirals, kanadskému brankáři Jonathan Boutin)

## Klubové statistiky
| Sezóna       | Klub                     | Soutěž       |     | Základní část | Základní část | Základní část | Základní část | Základní část |   | Play off | Play off | Play off | Play off | Play off |
| Sezóna       | Klub                     | Soutěž       | Z   | G             | A             | B             | TM            | Z             | G | A        | B        | TM       |          |          |
| 2002/2003    | Strathroy Rockets        | OHA-B        | 45  | 6             | 13            | 19            | 53            | —             | — | —        | —        | —        |          |          |
| 2003/2004    | Saginaw Spirit           | OHL          | 57  | 3             | 11            | 14            | 28            | —             | — | —        | —        | —        |          |          |
| 2004/2005    | Saginaw Spirit           | OHL          | 66  | 7             | 26            | 33            | 31            | —             | — | —        | —        | —        |          |          |
| 2005/2006    | Saginaw Spirit           | OHL          | 68  | 21            | 56            | 77            | 64            | 4             | 1 | 3        | 4        | 6        |          |          |
| 2006/2007    | Saginaw Spirit           | OHL          | 58  | 22            | 36            | 58            | 49            | 6             | 3 | 2        | 5        | 6        |          |          |
| 2007/2008    | South Carolina Stingrays | ECHL         | 19  | 5             | 11            | 16            | 16            | 5             | 0 | 2        | 2        | 4        |          |          |
| 2007/2008    | Hershey Bears            | AHL          | 48  | 1             | 13            | 14            | 16            | 2             | 0 | 0        | 0        | 0        |          |          |
| 2008/2009    | Hershey Bears            | AHL          | 46  | 3             | 15            | 18            | 20            | 10            | 0 | 3        | 3        | 4        |          |          |
| 2009/2010    | Hershey Bears            | AHL          | 62  | 8             | 27            | 35            | 36            | 11            | 3 | 3        | 6        | 2        |          |          |
| 2010/2011    | Hershey Bears            | AHL          | 51  | 2             | 20            | 27            | 30            | 6             | 1 | 2        | 3        | 4        |          |          |
| 2011/2012    | Hershey Bears            | AHL          | 71  | 10            | 31            | 41            | 32            | 2             | 1 | 1        | 2        | 2        |          |          |
| 2012/2013    | Hershey Bears            | AHL          | 47  | 4             | 13            | 17            | 16            | —             | — | —        | —        | —        |          |          |
| 2013/2014    | Springfield Falcons      | AHL          | 63  | 11            | 26            | 37            | 46            | 5             | 0 | 4        | 4        | 2        |          |          |
| 2014/2015    | Portland Pirates         | AHL          | 23  | 1             | 11            | 12            | 8             | 5             | 1 | 1        | 2        | 0        |          |          |
| 2015/2016    | ERC Ingolstadt           | DEL          | 52  | 6             | 33            | 39            | 42            | 2             | 0 | 1        | 1        | 4        |          |          |
| 2016/2017    | ERC Ingolstadt           | DEL          | 52  | 2             | 26            | 28            | 26            | 2             | 0 | 2        | 2        | 0        |          |          |
| 2017/2018    | ERC Ingolstadt           | DEL          | 37  | 4             | 4             | 8             | 26            | 5             | 0 | 1        | 1        | 2        |          |          |
| 2018/2019    | Augsburger Panther       | DEL          | 51  | 9             | 20            | 29            | 40            | 13            | 2 | 4        | 6        | 34       |          |          |
| 2019/2020    | Augsburger Panther       | DEL          | 51  | 3             | 21            | 24            | 34            | —             | — | —        | —        | —        |          |          |
| 2020/2021    | Augsburger Panther       | DEL          | 51  | 3             | 21            | 24            | 34            | —             | — | —        | —        | —        |          |          |
| 2021/2022    | Strathroy Jets           | OSHL         | 6   | 2             | 2             | 4             | 0             | 2             | 0 | 1        | 1        | 2        |          |          |
| 2022/2023    | Strathroy Jets           | OSHL         | 8   | 2             | 4             | 6             | 18            | 2             | 0 | 2        | 2        | 6        |          |          |
| 2024/2025    | Strathroy Jets           | OSHL         |     |               |               |               |               |               |   |          |          |          |          |          |
| Celkem v AHL | Celkem v AHL             | Celkem v AHL | 411 | 45            | 156           | 201           | 204           | 41            | 6 | 14       | 20       | 14       |          |          |
| Celkem v DEL | Celkem v DEL             | Celkem v DEL | 243 | 24            | 104           | 128           | 168           | 22            | 2 | 8        | 10       | 40       |          |          |

## Reprezentace
| Rok                       | Tým                       | Soutěž                    | Z | G | A | B | TM |
| ------------------------- | ------------------------- | ------------------------- | - | - | - | - | -- |
| 2004                      | Kanada Ontario 17         | WHC-17                    | 6 | 1 | 4 | 5 | 0  |
| Juniorská kariéra celkově | Juniorská kariéra celkově | Juniorská kariéra celkově | 6 | 1 | 4 | 5 | 0  |